# أحمد فهمي (مغني)
أحمد فهمي (من مواليد 17 مارس 1978)، ممثل ومغني مصري، بدأ حياته الفنية كعازف لالة الكمان في فرقة عمرو دياب ثم مطربا في فرقة واما معتمدا على موهبته الغنائية ودراسته في الكونسرفتوار. وفي بداية عام 2013 قام بتقديم برنامج أراب آيدول وشاركته التقديم أنابيلا هلال على قناة إم بي سي 1.

## أعمالة الفنية في مجال الغناء

### ألبومات منفردة
- جيت في بالي إنتاج سنة (2007) ويتضمن ثماني أغان.

### أغاني منفردة
- أغنية «مشوار طويل» من فيلم تيتو مع فرقة واما (2004)
- أغنية «اللى مصبرني عليك» من فيلم خليج نعمة (2007)
- أغنية «إحساس غريب» من فيلم خليج نعمة مع محمود العسيلي (2007)
- أغنية «غابت شمسنا» من فيلم خليج نعمة مع محمود العسيلي (2007)
- أغنية «هندوس» من فيلم خليج نعمة مع محمود العسيلي (2007)
- أغنية «حلوة يا بلدي» من فيلم خليج نعمة مع غادة عادل (2007)
- أغنية «الدنيا قلابه» من فيلم ورقة شفرة (2008)
- أغنية «مش قادر» من فيلم بدون رقابة (2009)
- أغنية «قبل ما تفكر» من فيلم بدون رقابة (2009)
- أغنية «يا بلادي» من فيلم بدون رقابة (2009)
- أغنية «عينك جت في عيني» من فيلم بدون رقابة مع ماريا (2009)
- تتر أغنية «ماما في القسم» من مسلسل ماما في القسم (2010)
- أغنية «ياللي غايب» (2010)
- أغنية «عشانك» من فيلم جدو حبيبي (2012)
- أغنية «عيش سكر وطن» مع أصالة (2016)

### ألبومات مع فرقة واما
- يا ليل (2003)
- ياغالي عليا (2005)
- رايحه جايه (2010)
- كان ياما كان (2015)

## أعماله السينمائية

### من الأفلام
- (2007): خليج نعمة
- (2009): بدون رقابة
- (2009): أزمة شرف
- (2012): جدو حبيبي
- (2012): بنات العم: ضيف شرف
- (2012): مصور قتيل
- (2019): اللعبة الأمريكاني

### من المسلسلات
- (2010): ماما في القسم
- (2012): خطوط حمراء
- (2012): سر علني
- (2012): البحر والعطشانة
- (2013): الداعية
- (2014): الإخوة
- (2015): طريقي
- (2015): زواج بالإكراه
- (2016): الميزان
- (2016): سمرا
- (2017): لأعلى سعر
- (2017): أنا شهيرة أنا الخائن
- (2018): الشريط الأحمر
- (2019): بروفا
- (2019): حرملك
- (2020): إسود فاتح
- (2020): حرملك 2
- (2020): سكر زيادة
- (2021): الاختيار 2:رجال الظل[4]
- (2023): 55 مشكلة حب - ألفريدو
- (2024) بين السطور

### البرامج
- أراب آيدل (الموسم الثاني)
- أراب آيدل (الموسم الثالث)
- برنامج hit الموسم 2017-2018
- أراب آيدول (الموسم 4)
- سهرانين معاكم بالبيت 2020

## وصلات خارجية
- أحمد فهمي على موقع IMDb (الإنجليزية)
- أحمد فهمي على موقع قاعدة بيانات الأفلام العربية
- أحمد فهمي على موقع ديسكوغز (الإنجليزية)
- أحمد فهمي على موقع قاعدة بيانات الفيلم (الإنجليزية)